# Instituto La-Fayette
O Instituto La-Fayette é uma das mais tradicionais instituições de ensino da Cidade do Rio de Janeiro, com suas atividades iniciais localizadas no bairro da Tijuca, fundado pelo professor La-Fayette Côrtes.
Ao longo de sua trajetória, o Instituto La-Fayette manteve uma sede em Botafogo, na Praia de Botafogo, 348, escola mista (meninos e meninas) e outra em Petrópolis, cidade da região serrana do Estado do Rio de Janeiro.

## História
O Instituto La-Fayette  foi uma tradicional instituição de educação fundada pelo professor La-Fayette Côrtes, com uma sede feminina criada em 1921  e outra masculina, e que funcionou até a década de 1940 na Tijuca, Rio de Janeiro.
Colégio inovador, foi o primeiro do Brasil a implantar o jardim de infância  e receber filhos de pais desquitados, instituir o ecumenismo e o primeiro internato a acolher alunos negros. 
A sede feminina era localizada na Rua Conde de Bonfim, 186,  local em que anteriormente residiu o Duque de Caxias, enquanto a sede masculina funcionou na Rua Haddock Lobo (Rio de Janeiro), 253, cujo prédio foi originalmente ocupado como a residência de Jerônimo José de Mesquita   o Barão de Mesquita  onde hoje funciona a Fundação Bradesco. A sede feminina, por sua vez, funcionou na Rua Conde de Bonfim no Palacete que serviu de residência de Luis Alves de Lima e Silva, o Duque de Caxias. 